# Missione San Francisco de la Espada
La Missione San Francisco de la Espada (o semplicemente Missione Espada), nota anche come Missione di San Francisco de los Tejas, è stata una missione cattolica situata presso San Antonio, nell'attuale Texas. Venne fondata dalla Spagna nel 1731 con l'obbiettivo di convertire le popolazioni locali al Cristianesimo.
La comunità di Espada de San Antonio ha la particolarità unica di partecipare al più antico sistema di irrigazione a funzionamento continuo negli Stati Uniti. Nel 1731 padre Pedro Muñoz fece un patto con la tribù dei Pacaos dichiarando che sarebbero stati i proprietari della Missione San Francisco de la Espada.
Oggi le rovine della struttura costituiscono una delle quattro missioni incluse nel San Antonio Missions National Historical Park.